# Едіакарія
Едіакарія (Ediacaria) — викопна істота едіакарської фауни, що існувала у неопротерозої та кембрії (850—501 млн років тому). Едіакарія складається з концентричних грубих кіл, радіальних ліній між колами та центрального купола, діаметром від 1 до 70 см. Вид описаний у 1947 році та названий на честь гір Ediacara Hills у Південній Австралії, де знайдені перші відбитки виду Ediacaria flindersi. Інший вид — Ediacaria booleyi, описаний у 1995 році в Ірландії. Едіакарія, можливо, є синонімом Aspidella terranovica описаного в 1872 році. Проте едіакарія існувала у докембрії, а аспідела описана з кембрію, тому можливо едіакарія є окремим таксоном.